# Ред Айс
ХК «Ред Айс» (англ. HC Red Ice) — хокейний клуб з міста Мартіньї, Швейцарія. Заснований у 2008 році шляхом злиття ХК «Мартіньї» та ХК «Верб'є Валь-де-Бань». Виступала в чемпіонаті Національної ліги B. Домашні ігри команда проводила на «Фором д'Октодюр» (3,520). 

## Історія
Після сезону 2007/08, рада директорів ХК «Мартіньї» вирішила припинити виступи в чемпіонаті Швейцарії через фінансову скруту та об'єднатися з амбітним ХК «Верб'є Валь-де-Бань» і утворити ХК «Ред Айс». З 2009 року виступає в регіональній аматорській лізі. У наступні два роки, клуб стає віце-чемпіоном.
Перемігши ХК «Вінтертур», ХК «Ред Айс» виграв в 2012 році аматорський чемпіонат. Клуб пройшов ліцензування та був допущений до участі в чемпіонаті НЛБ. Тренером клубу став росіянин Альберт Мальгін, Ігор Федулов який закінчив свою кар'єру гравця, став помічником головного тренера.
У червні 2017 за рішенням суду клуб визнаний банкрутом та розформований. 